# Skogsgärde
Skogsgärde är en liten by i Drängsereds distrikt (Drängsereds socken) i Hylte kommun, belägen mellan Kinnared och Fegen. Här kan man bland annat uppleva islandshästridning och besöka Hallands största ek, Skogsgärdeseken, som är mellan 500 och 600 år gammal.Det berättas att man en gång dukade ett bord för sju personer inne i den stora eken.